# Johanna Quandt
Johanna Quandt, född 21 juni 1926 i Berlin, död 3 augusti 2015 i Bad Homburg vor der Höhe i Hessen, var en tysk industriägare. Hon var vid sin död en av Tysklands rikaste personer.
Johanna Quandt blev ägare till BMW efter maken Herbert Quandts död 1982. Hon ägde företaget tillsammans med de gemensamma barnen Stefan Quandt och Susanne Klatten. Johanna Quandt levde ett lugnt liv och höll sig borta från offentligheten.